# Chiromantis inexpectatus
Chiromantis inexpectatus este o specie de broaște din familia Rhacophoridae. Este endemică în Malaysia de Est.